# Stade du centre sportif universitaire de Shenzhen
Le stade du centre sportif universitaire de Shenzhen (en chinois : 深圳世界大學運動會體育中心) aussi connu comme le stade du centre sportif de l'Universiade de Shenzhen, est un stade omnisports pouvant abriter 60 334 spectateurs situé à Shenzhen en Chine. Le stade est inauguré pour l'Universiade d'été de 2011.

## Histoire
Il est situé dans la ville nouvelle créée pour l'Universiade dans le district de Longgang. Il couvre une superficie de 36 600 m²  et ses bâtiments couvrent une surface de 136 000 m², sur 5 étages.
Il est équipé d'une piste de 400 m à 9 couloirs (et 10 couloirs dans la ligne d'arrivée) et comporte tous les équipements nécessaires aux épreuves techniques.

## Évènements au stade

### Trophée des champions
| Édition | Date        | Équipe 1            | Score | Équipe 2         | Affluence |
| ------- | ----------- | ------------------- | ----- | ---------------- | --------- |
| 2018    | 4 août 2018 | Paris Saint-Germain | 4 - 0 | AS Monaco        | 41 237    |
| 2019    | 3 août 2019 | Paris Saint-Germain | 2 - 1 | Stade rennais FC | 22 045    |